# Leatherwolf (альбом)
Leatherwolf — второй студийный альбом американской хэви-метал группы Leatherwolf. Выпущен в январе 1987 года на лейбле Island Records.

## Об альбоме
Альбом продюсировал Кевин Бимиш, ранее работавший с известной британской группой Saxon.

## Список композиций
Тексты и музыка всех песен написаны участниками Leatherwolf, кроме Bad Moon Rising — автор Джон Фогерти.
| №                   | Название                                                  | Длительность |
| ------------------- | --------------------------------------------------------- | ------------ |
| 1.                  | «Rise or Fall»                                            | 6:25         |
| 2.                  | «The Calling»                                             | 4:00         |
| 3.                  | «Share a Dream»                                           | 4:32         |
| 4.                  | «Cry Out»                                                 | 5:02         |
| 5.                  | «Gypsies and Thieves»                                     | 4:38         |
| 6.                  | «Bad Moon Rising (кавер на Creedence Clearwater Revival)» | 2:36         |
| 7.                  | «Princess of Love»                                        | 3:20         |
| 8.                  | «Magical Eyes»                                            | 3:02         |
| 9.                  | «Rule the Night»                                          | 4:30         |
| Общая длительность: | Общая длительность:                                       | 38:05        |

## Участники записи
- Майкл Оливьерм — вокал, гитара;
- Кери Хоу — электрогитара;
- Джефф Гайер — электрогитара;
- Пол Кармен — бас-гитара;
- Дин Робертс — ударные;
- Ричард Гиббс — клавишные;
- Кевин Бимиш — продюсер;
- Брюс Баррис — звукоинженер;
- Рой Свитинг — ассистент звукоинженера;
- Деннис Кили — фотограф.

## Переиздания
В 2002 году вышло первое официальное переиздание данного альбома на CD.

## Кавер-версии песен
- Японская пауэр-метал группа Galneryus в 2008 году записала кавер-версию композиции «Rise of Fall», кавер вошёл на специальный трибьют-альбом Voices from the Past II, 2-й части из трилогии трибьютов, полностью состоящий из каверов на известных метал-исполнителей и групп.[2]